# Copa Eliminatoria
La Copa Eliminatoria fue un campeonato de fútbol en México que sustituyó a la Copa Tower. Igual que su antecesora,  se considera antecedente directo del actual torneo copero, pero no unificado a la liga. La organización de torneos coperos era multitudinaria al final de los certámenes de liga, pero esta contaba con la participación de varios equipos ligados a la Asociación de Aficionados, responsable de la liga. Fundada en 1920, solo completó siete ediciones hasta su desaparición en 1928.

## Campeones
| Año     | Campeón  | Resultado | Subcampeón   |
| ------- | -------- | --------- | ------------ |
| 1920-21 | España   | 2-1       | Luz y Fuerza |
| 1921-22 | España   | 3-1       | Luz y Fuerza |
| 1922-23 | Asturias | 2-1       | Germania FV  |
| 1923-24 | Asturias | 3-0       | España       |
| 1924-25 | Necaxa   | 1-0       | América      |
| 1925-26 | Necaxa   | 3-2       | Asturias     |
| 1927-28 | España   | 3-1       | Asturias     |